# Solimà Paixà al-Faransawi
Sulayman Pasha al-Faransawi, de naixement Joseph Anthelme Sèves després canviat per Octave Joseph de Sèves, conegut també com a Sèves o Sève Paixà (Lió, 1788 - El Caire, 12 de març de 1860) fou un oficial francès al servei de Muhàmmad Alí Paixà d'Egipte.

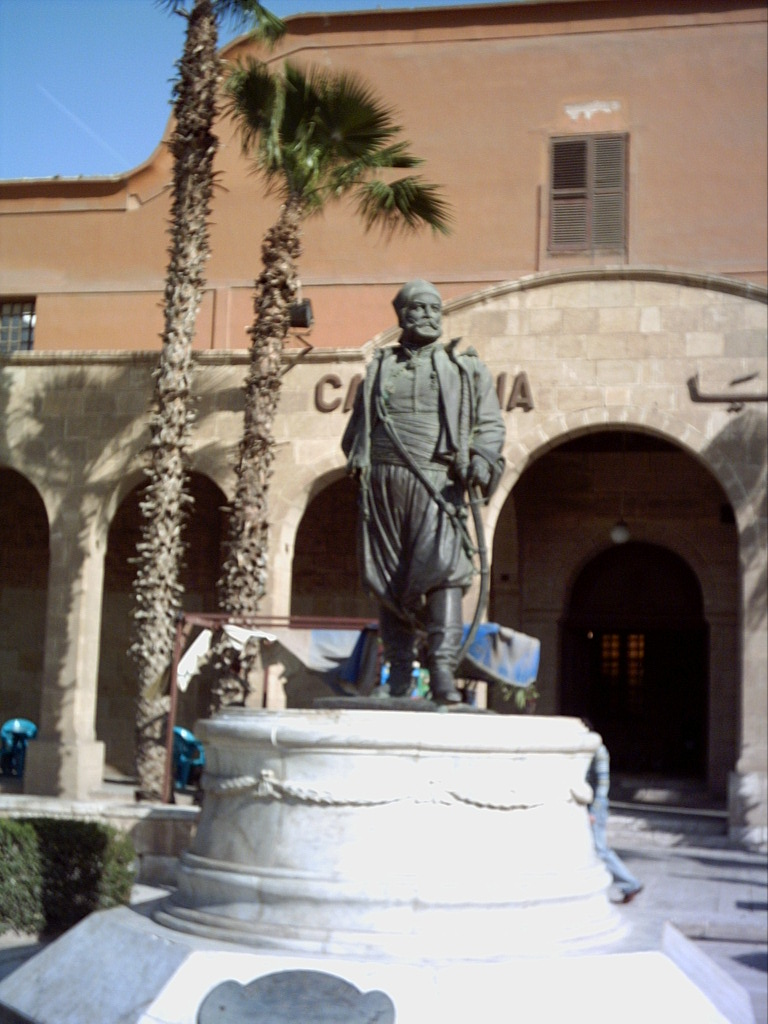
Estàtua al Caire

Va néixer a Lió el 17 de maig de 1788. Era fill d'un drapaire lionès i va entrar a l'exèrcit servint a Prússia (1806-1807) i arribant a ajudant. Durant el Govern dels cent dies fou ascendit a capità (1814) però el govern reial no li va reconèixer el nomenament i se'n va anar a Egipte (1815) posant-se al servei del virrei i sent destinat a l'estat major d'Ibrahim Paixà d'Egipte. Es va convertir a l'islam encara que els relats són ambigus sobre la data. Se li va encarregar entrenar a la infanteria seguint el model europeu, en un campament a Aswan, i el 1823 ja havia format sis regiments, rebent el títol de bei. De 1824 a 1827 va servir amb Ibrahim Paixà al Peloponès o Morea otomana (Grècia) contra els independentistes grecs. El 1831 fou ascendit a major general. Va participar en la guerra contra l'Imperi Otomà i es va destacar a la batalla de Konya del 1832 on va guanyar el títol de paixà. Posteriorment va ocupar càrrecs menors. El 1833 va donar suport a les activitats dels santsimonians d'Alexandria, dirigits pel pare Enfantin; el 1834 va ajudar a Linant de Bellefonds en la construcció de disc al delta del Nil.
En aquestos anys portava un tren de vida molt alt i tenia un palau al Caire amb un harem, en el qual rebia a hostes estrangers destacats (francesos en general). Va tornar a França el 1845 i Lluís Felip el va fer gran oficial de l'orde de la Legió d'Honor. Amb la seva esposa principal, Sitti Maria (Maria Myriam Hanem), va tenir un fill de nom Iskandar Bey i tres filles, Nazli (que després fou àvia de la reina Nazli, esposa del rei Fuad I i mare de Faruk I), Aasma i Mahadi.
El 1956 se li va aixecar una estàtua a la capital egípcia al Museu Militar (també té un bust a l'edifici de la prefectura a Lió).